# Pelecyphora

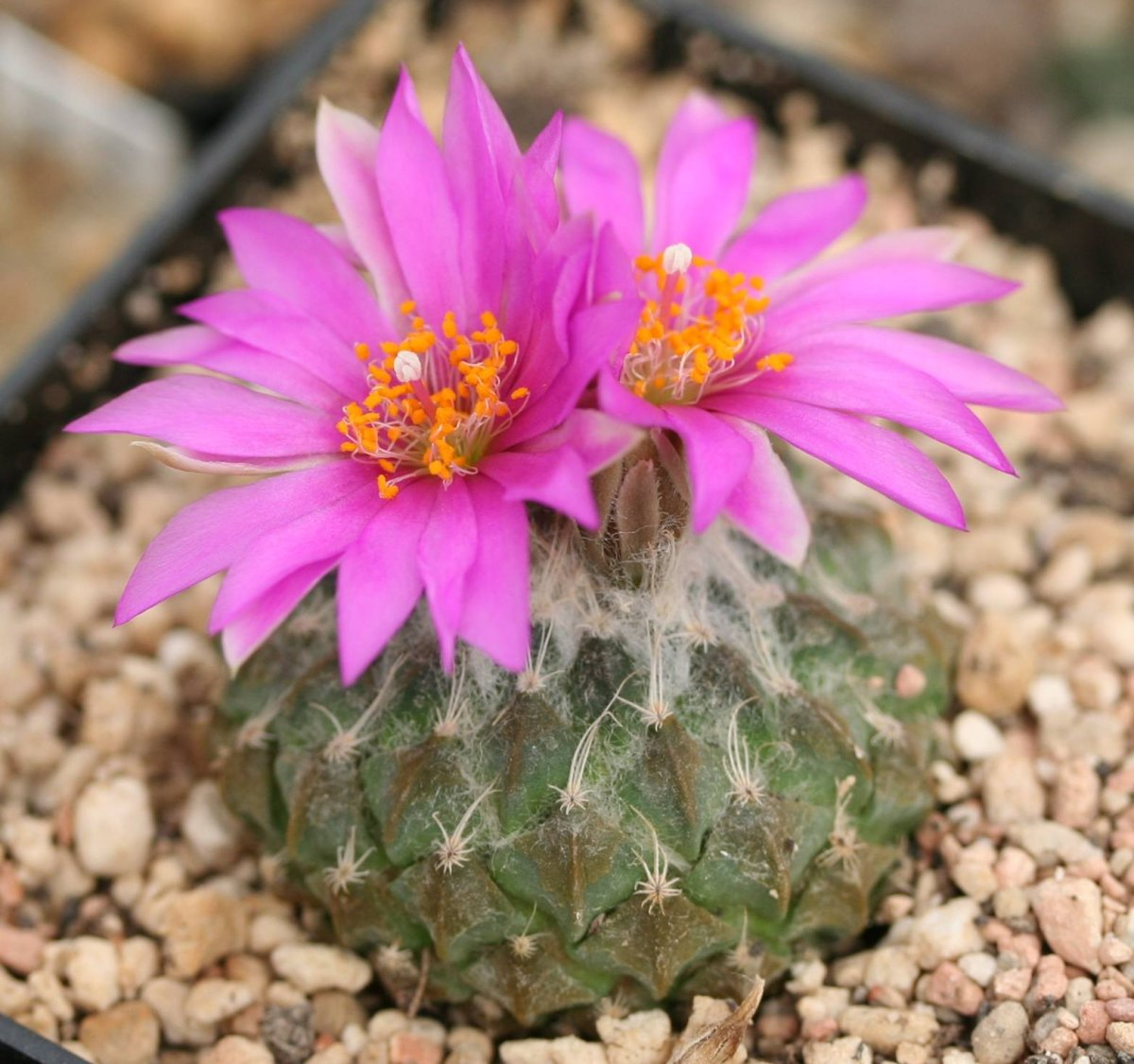
Pelecyphora strobiliformis

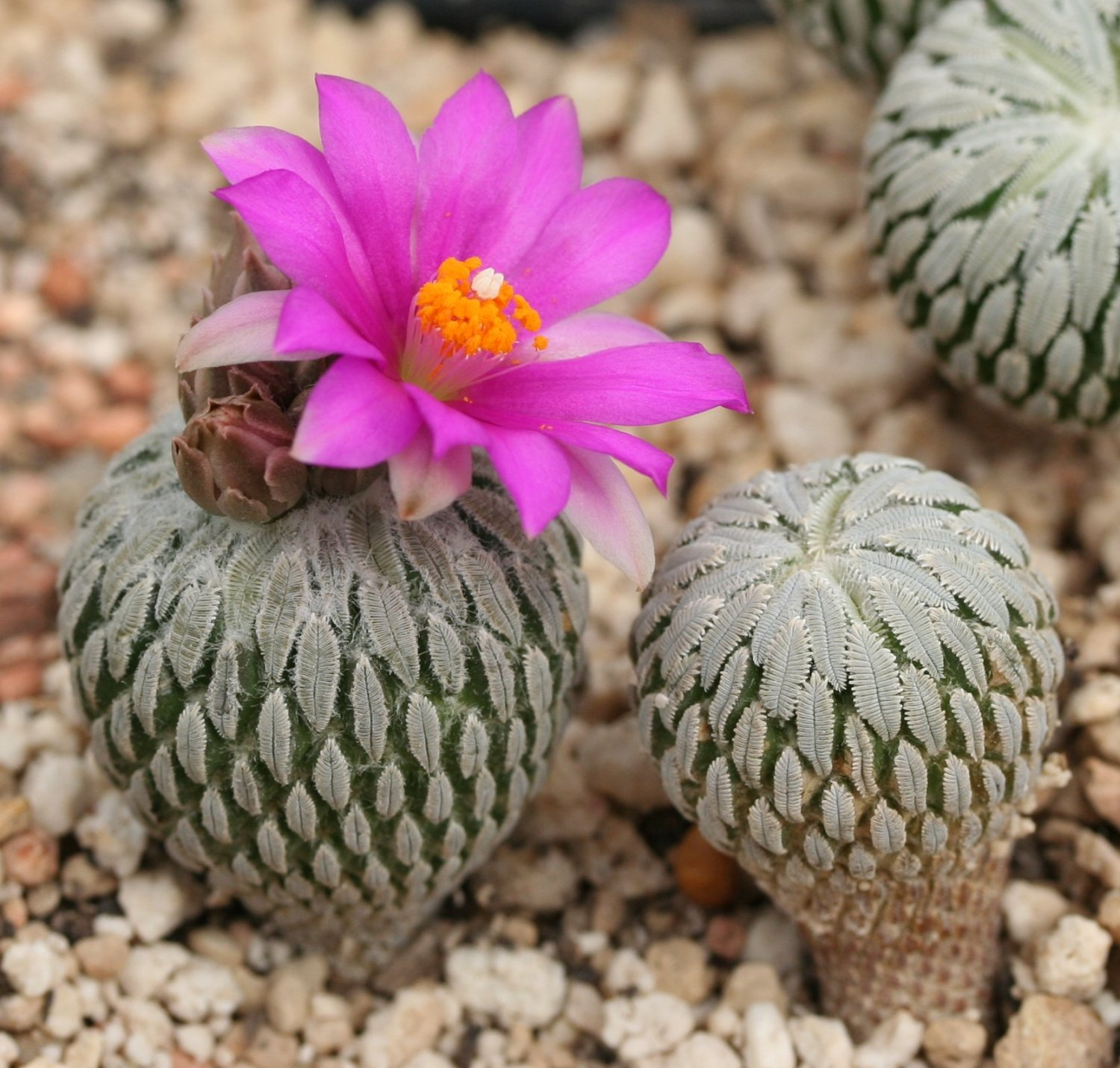
Pelecyphora aselliformis, blühende Jungpflanze

Pelecyphora ist eine Pflanzengattung in der Familie der Kakteengewächse (Cactaceae). Ihr botanischer Name (von griechisch: Beilträger) bezieht sich auf die beilförmigen Warzen der ursprünglich bekannten Art Pelecyphora aselliformis.

## Beschreibung
Pelecyphoren sind kugelige bis keulenförmige Stammsukkulenten von bis 6 cm Durchmesser und grau-grüner Farbe. Sie verzweigen nur spärlich und erst in höherem Alter. Die auf den längs oder quer abgeflachten Warzen stehenden Areolen tragen Dornen in pectinater (kammförmiger) Anordnung. Mit fortschreitendem Alter fallen die Dornen, dann die Areolen und schließlich die Warzen ab. Zwischen den Warzen sind die Pflanzenkörper anfangs dicht und kurz bewollt, so dass die Scheitel verborgen sind.
Die Blüten entspringen einzeln kurzen Furchen auf den Oberseiten der jüngsten Areolen. Sie sind leuchtend purpurfarben und etwa 3 cm lang. Die nach Befruchtung der Blüten entstehenden grünlichen Früchte trocknen bei Reife aus und
entlassen die schwarzen Samen in die Scheitelwolle, aus der sie (in Natur) erst nach längerer Zeit ausgewaschen werden.

## Systematik und Verbreitung
Die Gattung Pelecyphora ist in den mexikanischen Bundesstaaten Nuevo León, Tamaulipas und San Luis Potosí verbreitet.
Die Erstbeschreibung der Gattung durch Carl August Ehrenberg wurde 1843 veröffentlicht. Die Typusart der Gattung ist Pelecyphora aselliformis.

### Systematik nach Dan.Sánchez et al. (2022)
Zur Gattung gehören die folgenden Arten:
- Pelecyphora abdita (Řepka & Vaško) D.Aquino & Dan.Sánchez ≡ Escobaria abdita Řepka & Vaško
  - Pelecyphora abdita subsp. abdita
  - Pelecyphora abdita subsp. tenuispina (Pérez-Badillo, Delladdio & Raya-Sánchez) D.Aquino & Dan.Sánchez ≡ Escobaria abdita subsp. tenuispina Perez Badillo, Delladdio & Raya Sanchez
- Pelecyphora alversonii (J.M.Coult.) D.Aquino & Dan.Sánchez ≡ Escobaria alversonii (J.M.Coult.) N.P.Taylor
- Pelecyphora aselliformis C.Ehrenb.
- Pelecyphora chihuahuensis (Britton & Rose) D.Aquino & Dan.Sánchez ≡ Escobaria chihuahuensis Britton & Rose
  - Pelecyphora chihuahuensis subsp. chihuahuensis
  - Pelecyphora chihuahuensis subsp. henricksonii (Glass & R.A.Foster) D.Aquino & Dan.Sánchez ≡ Escobaria chihuahuensis subsp. henricksonii (Glass & R.A.Foster) N.P.Taylor
- Pelecyphora cubensis (Britton & Rose) D.Aquino & Dan.Sánchez ≡ Escobaria cubensis (Britton & Rose) D.R.Hunt
- Pelecyphora dasyacantha (Engelm.) D.Aquino & Dan.Sánchez ≡ Escobaria dasyacantha (Engelm.) Britton & Rose
  - Pelecyphora dasyacantha subsp. chaffeyi (Britton & Rose) D.Aquino & Dan.Sánchez ≡ Escobaria dasyacantha subsp. chaffeyi (Britton & Rose) N.P.Taylor
  - Pelecyphora dasyacantha subsp. dasyacantha
- Pelecyphora duncanii (Hester) D.Aquino & Dan.Sánchez ≡ Escobaria duncanii (Hester) Buxb.
- Pelecyphora emskoetteriana (Quehl) D.Aquino & Dan.Sánchez ≡ Escobaria emskoetteriana (Quehl) Borg
- Pelecyphora hesteri (Y.Wright) D.Aquino & Dan.Sánchez ≡ Escobaria hesteri (Y.Wright) Buxb.
  - Pelecyphora hesteri subsp. grata (Kaplan, Kunte & Snicer) D.Aquino & Dan.Sánchez ≡ Escobaria hesteri subsp. grata (Kaplan, Kunte & Snicer) Lüthy & Dicht
  - Pelecyphora hesteri subsp. hesteri
- Pelecyphora laredoi (Glass & R.A.Foster) D.Aquino & Dan.Sánchez ≡ Escobaria laredoi (Glass & R.A.Foster) N.P.Taylor
- Pelecyphora lloydii (Britton & Rose) D.Aquino & Dan.Sánchez ≡ Escobaria lloydii Britton & Rose
- Pelecyphora macromeris (Engelm.) D.Aquino & Dan.Sánchez ≡
  - Pelecyphora macromeris subsp. macromeris
  - Pelecyphora macromeris subsp. runyonii (Britton & Rose) D.Aquino & Dan.Sánchez
- Pelecyphora minima (Baird) D.Aquino & Dan.Sánchez ≡ Escobaria minima (Baird) D.R.Hunt
- Pelecyphora missouriensis (Sweet) D.Aquino & Dan.Sánchez ≡ Escobaria missouriensis (Sweet) D.R.Hunt
  - Pelecyphora missouriensis subsp. asperispina (Boed.) D.Aquino & Dan.Sánchez ≡ Escobaria missouriensis subsp. asperispina (Boed.) N.P.Taylor
  - Pelecyphora missouriensis subsp. missouriensis
- Pelecyphora robbinsiorum (W.H.Earle) D.Aquino & Dan.Sánchez ≡ Escobaria robbinsorum (W.H.Earle) D.R.Hunt
- Pelecyphora sneedii (Britton & Rose) D.Aquino & Dan.Sánchez ≡ Escobaria sneedii Britton & Rose
  - Pelecyphora sneedii subsp. orcuttii (Boed.) D.Aquino & Dan.Sánchez ≡ Escobaria sneedii subsp. orcuttii ≡ Escobaria orcuttii Boed.
  - Pelecyphora sneedii subsp. sneedii
- Pelecyphora strobiliformis (Werderm.) Frič & Schelle
- Pelecyphora tuberculosa (Engelm.) D.Aquino & Dan.Sánchez ≡ Escobaria tuberculosa (Engelm.) Britton & Rose
- Pelecyphora vivipara (Nutt.) D.Aquino & Dan.Sánchez ≡ Escobaria vivipara (Nutt.) Buxb.
- Pelecyphora zilziana (Boed.) D.Aquino & Dan.Sánchez ≡ Escobaria zilziana (Boed.) Backeb.

### Systematik nach N.Korotkova et al. (2021)
Die Gattung umfasst folgenden Arten:
- Pelecyphora aselliformis C.Ehrenb.
- Pelecyphora strobiliformis (Werderm.) Frič & Schelle ex Kreuz.

Ein Synonym der Gattung ist Encephalocarpus A.Berger (1929).

### Systematik nach Anderson/Eggli (2005)
Die Gattung umfasst folgenden Arten:
- Pelecyphora aselliformis C.Ehrenb.
- Pelecyphora strobiliformis (Werderm.) Frič & Schelle

Ein Synonym der Gattung ist Encephalocarpus A.Berger (1929).

## Botanische Geschichte
In der Vergangenheit wurden zwei weitere Arten zu Pelecyphora gezählt, die eine große Ähnlichkeit aufweisen, ebenfalls pectinat bedornt sind und/oder abgeflachte Warzen haben: Turbinicarpus pseudopectinatus (Backeb.) Glass & R.A.Foster (Syn. Pelecyphora pseudopectinata Backeb.) und Turbinicarpus valdezianus (H.Moeller) Glass & R.A.Foster (Syn. Pelecyphora valdeziana H.Moeller). Diese weisen jedoch nicht die für Pelecyphora typischen Furchen auf den Oberseiten der Warzen auf, aus denen die Blüten entspringen.